# ペットプレイ
ペットプレイは、ヒューマン・アニマル・ロールプレイと呼ばれるBDSMプレイの一種でパートナーを愛玩動物として扱うプレイ。

## ペットプレイとは
BDSMプレイでは支配的なパートナーが服従的なパートナーを主人と奴隷のような関係に置き換えることがしばしば行われている。そのバリエーションの一つとして、飼い主とペットという置き換えが行われるのがペットプレイである。モチーフとされるペットにはその性質がより理解されやすい動物が用いられることが多い。どちらかといえば支配と服従というよりはコスチュームプレイ(コスプレ)やイメージプレイ(イメプレ,イメプ)の側面を持つことが多い。小道具としてコスチュームを用いる場合はそれぞれの動物の特徴を示すための最低限の記号が組み込まれていればなお良いが、もちろんイメージのみでも問題は無い。胸や性器は隠されないことが前提である。また必要に応じて剃毛プレイやエイジプレイ、女性化が行われる。

## ペットとしてのパートナー
ペットは愛玩動物であり、飼い主とペットという関係においてはSM的な調教よりも、信頼関係や馴致を行なうことがテーマとされることが多い。そのため過酷な調教よりは「躾け」的なプレイが好まれる。もちろん、ごく普通の人間を強制的にペットにする、というテーマを好む人々も少なくない。その場合はペットという立場に貶めることにより相手を精神的に屈服させることも含まれる。いずれにせよペットプレイのテーマの行き着くところはパートナーがどれだけ「自慢のペット」になれるか、ということである。
バリエーションとして幼児化や男性の場合女性化が伴うことがある。
ファンタジーとしてエイジプレイを伴う場合、小学生や幼稚園児がペットの動物にされる（子供になぞらえるために剃毛プレイを伴う）とか、生まれてからずっとペットの動物として飼育されて来た。と言う想定を楽しむ。
- ペットプレイ(犬)

日本では奴隷犬、英語圏ではパピー(子犬)プレイと呼ぶことがある。犬は人間に従順であり、さまざまな芸を覚えるといった性質が好まれるため、犬役のパートナーはその再現を求められる。首輪をつけられ散歩をさせられたり(露出プレイでもある)、尻尾をふらされたり、お手やちんちんといった命令に従うところを見せるなどが好まれる。大抵は愛玩犬として扱われるが、使役犬としてのプレイも存在する。調教の一環として、檻に閉じこめたり鎖に繋いだりするが、飼い主に依存する事がえもいわれぬ快感と癒しになるようだ。罵ったり鞭打ったりも適時行われる。SMクラブのMプレイでは、M男にかなり人気が高い。
牝犬の場合、ロングの髪を左右に結わえて垂らし犬の耳をイメージさせる。あるいは逆に短く刈って顔が髪で隠れないようにするパターンが好まれる。
オークションプレイの変形として、ドッグコンテストやペットショッププレイがある。犬として品評されたり、売られて行くシチュエーションが好まれる。凝ったケースだと、本物そっくりの鑑札や予防注射の証明書、血統書などが用意されると言う。
- ペットプレイ(猫)

英語圏ではキティ(子猫)プレイと呼ぶこともある。猫は気まぐれであり、人間になつくかと思えば逆らうなど気ままな性質を求められる。そのため猫役のパートナーは、鈴付きの首輪をされたり、目の前の動くものに飛びついたり、妖艶に肢体をさらして周囲の目を楽しませることを求められることが多い。
- その他のペットプレイ

他にもウサギやブタなどがモチーフとされる。また単なる「ペット」として人間扱いしないだけの場合もある。
想定する動物に関わらず、ペニスを牝牛の乳房に見立てて搾乳と称する強制射精を行うプレイもある。
エイジプレイは、人間という種族を愛玩動物として扱う性質上、広義のペットプレイである。
- おるすばん

ペットに留守番させる。
メスは精神的ダメージに為ることが多いので、慣れない内は30分程度が望ましい。
オスは気を付けないとふっと素の人間に戻るので要注意。何もせずに放置状態にしないこと。
どちらもオモチャを与えるか他のペットが存在すると安定する。

## 基本的な前提条件(もしくは調教の方向)
- ペットはしゃべらない、言葉によるコミュニケーションを求めない。
- ペットは手もしくは指にミトンやグローブをされる。もしくは決して指を使わない。
- ペットは常に首輪をしている。

- オスの場合、性器の根元に取り付ける場合がある。

- ペットは裸である。

- ペットは服を着ない、必要としない。
- ペットは恥じらわない、胸や尻や性器を隠さない。寧ろ喜んで飼い主達に見てもらう。

犬の降参のように、仰向けになって腹や性器・アヌスを晒す。命令があればそのままの格好で、おしっこを吹き上げる。
動物の交尾の姿勢(後背位)をとり、性器・アヌスを晒す。
- ペットは基本的に四つん這いである。

- 後ろ足は膝をつけず爪先で歩く四足歩行(走行)訓練を受ける。

- ペットは動物なので尻尾を着ける。尻尾にはアヌスに挿入するプラグなどがある。
- ペットは主人に管理される。食餌・排泄・快楽は主人の管理下であり、勝手なオナニー等は禁止される。

- ペットは鎖やリードでペット小屋に繋がれたり檻の中に収容される。
- ペットは人間様のトイレを使用せず、専用のトイレや野外で（多くの場合主人の目の前で）用を足す。
- ペットの食事は餌であり、床に置かれた餌皿に顔を突っ込んで食べる。
- ペットは主人の命令に従う(逆らうのもプレイのバリエーションではある)。
- 従順でないペットはお仕置きをされる。
- ペットは主人の希望に応じてペアリングされる。

ペアリングはつがいになることである。相手は本物の犬や猫・大きなぬいぐるみ・他の（ペットプレイの）ペットである。
動物と一緒に小屋に繋ぐ擬似的なものだけではなく、獣姦やペット同士の交尾（夫婦や恋人のカップルをペットにする場合が一般的）、ぬいぐるみをダッチワイフとした強制オナニーもある。
- ペットは他人に自慢されるべきものであり、見せびらかされるものである。
- ペットは主人に依存し、所有される事を喜ぶ。

- ペットは主人のことが好きである、好きになる。
- ペットは主人の所有物であり、主人の希望に応じて売買・譲渡・交換・相続される。（多くの場合、売買等はプレイ）

## 関連記事
- ヒューマン・アニマル・ロールプレイ
- ポニーガール
- 性的ロールプレイ